# Berga kyrka, Kalmar län
Berga kyrka är en kyrkobyggnad belägen i samhället Berga i Högsby kommun. Kyrkan tillhör Högsby församling i Växjö stift och Svenska kyrkan.

## Kyrkobyggnaden
Kyrkan uppfördes 1959 efter ritningar av arkitekt Nils Johansson, Oskarshamn. 12 december samma år invigdes kyrkan. Från början drevs kyrkan av Stiftelsen Berga Kapell. 1984 upplöstes stiftelsen och kyrkan lämnades över till Högsby församling.
I kyrkorummet ryms 100 gudstjänstdeltagare. Genom att öppna en skjutvägg mellan kyrkorum och församlingssal kan antalet sittplatser fördubblas. Kyrkorummet har fast bänkinredning och ett golv belagt med kalksten.
Norr om kyrkan uppe på Dotomeberg finns en fristående klockstapel uppförd 1950.

## Inventarier
- Ett altarskåp är tillverkat 1986 av konstnär Eva Spångberg och snickare Tore Engström.

### Orgel
- Nuvarande orgel är byggd 1982 av J. Künkels Orgelverkstad. Den är mekanisk och alla stämmor utom principal 4' är i svällaren.

| Huvudverk I       | Svällverk II | Pedal   | Koppel |
| Gedackt 8’        | Subbas 16’   | Man/Ped |        |
| Principal 4’      |              |         |        |
| Rörflöjt 4’       |              |         |        |
| Waldflöjt 2’      |              |         |        |
| Mixtur 2 ch       |              |         |        |
| Crescendosvällare |              |         |        |

### Webbkällor
- byggnadspresentation
- anläggningspresentation
- Wikimedia Commons har media som rör Berga kyrka, Kalmar län.